# Aleksandra Dunin-Wąsowicz
Aleksandra Dunin-Wąsowicz (ur. 10 czerwca 1932 w Poznaniu, zm. 22 lipca 2015 w Warszawie) – polska archeolog, profesor w Polskiej Akademii Nauk.

## Biografia
Była związana naukowo z Instytutem Archeologii i Etnologii Polskiej Akademii Nauk. Jej studia skupiały się na badaniu rozwoju technologii w starożytnej Grecji oraz na opracowywaniu map z tamtych terenów.
Podtrzymywała także współpracę z archeologami z Gruzji. Od 1981 pełniła stanowisko zastępcy redaktora czasopisma „Archeologia”. Publikowała głównie w języku francuskim.
Zmarła po długiej chorobie, została pochowana w Ożarowie Sandomierskim.

## Prace naukowe
- 1965 – Tokarstwo i bednarstwo w starożytnej Grecji, Kwartalnik Historii Kultury Materialnej 13, s. 455–467.
- 1966 – Remarques sur la chronologie des principales techniques du traitement du bois dans la Grčce antique, Kwartalnik Historii Kultury Materialnej 16, s. 739–743.
- 1967 – Plan miasta i plan zaplecza rolniczego kolonii greckiej (Znaczenie nowych źródeł archeologicznych); (Plan de la ville et du territoire agricole d’une colonie grecque. Importance des nouvelles sources archéologiques), Kwartalnik Historii Kultury Materialnej 15, s. 743–755.
- 1975 – Olbia Pontique et son territoire: l’aménagement de l’espace Paris: Belles-lettres.
- Musée du Louvre, Paule Pinelli i Aleksandra Wąsowicz. Catalogue des bois et stucs grecs et romains provenant de Kertch. Paris: Ministère de la culture et de la communications, Editions de la Réunion des musées nationaux, 1986. ISBN 978-2-7118-2061-0.
- 1979 – Les serviteurs sur les monuments funéraires du Pont-Euxin. Éléments pour une enquête.
- 1999 – Ackinazi I., Scholl T., Wąsowicz Aleksandra, Zinko V. N. Archaeological Map of Nymphaion (Crimea), Polish Academy of Sciences, ISBN 978-83-85463-82-5.